# La Violinada
La Violinada és un esdeveniment periòdic que es fa des de l'any 2008 a Argelaguer, un poble de la comarca de la Garrotxa. Consisteix en una trobada anual al mes de febrer que dura un cap de setmana i està dedicada als instruments de corda fregada, amb una clara orientació als usos i maneres tradicionals i autòctons del mateix territori i d'altres cultures properes.
A La Violinada s'hi apleguen sonadors d'instruments d'arc tal de compartir experiències, intercanviar pràctiques i conviure en un ambient de festa i immersió, on els criteris bàsics són l'oralitat i àudioaprenentatge i el marc organitzatiu basat en un esperit cooperatiu i voluntari.

## Activitats
Les activitats que s'hi fan són diverses: tallers amb mestres sonadors, conferències, àpats comunitaris amb sobretaula de cançons i corrandes, ballades, cercaviles, sessions d'improvisació entre d'altres.
Totes les activitats es fan a Argelaguer, en diferents espais: places i carrers, el Casal, la Capella Santa Anna, la sala de cultura i la sala de plens de l'edifici consistorial. El pavelló s'habilita per les pernoctacions dels visitants i darrerament també pels àpats.

## Organització
Una comissió fundacional formada per Guillem Ballaz, Anaís Falcó i Francesc Tomàs "Panxito", que més tard es va constituir en associació, va engegar el projecte, amb la complicitat dels veïns, col·lectius i entitats com Mall, CLAU i Cor de Carxofa. Actualment també en forma part Aniol Nebot.
L'Ajuntament d'Argelaguer col·labora estretament amb l'organització facilitant l'ús d'equipaments i instal·lacions municipals, recursos humans i materials, una aportació econòmica, la mateixa que reben totes les entitats socials del municipi, i difusió. Una part del seu èxit rau en el fet que és la principal cita de referència del violí popular al Països Catalans, i una altra part pot ser la manca de coincidència en la data amb altres esdeveniments similars, encara que de vegades pot coincidir amb el Carnaval d'Olot o el de Banyoles, que són extemporanis.

## Participants
Participen com a mestres voluntaris els mateixos organitzadors, tres d'ells veïns d'Argelaguer. Com a mestres convidats hi han participat Laura Plasència (Garrotxa), els violins d'Artés (Bages), Simone Lambregts i Quico Pugès. També des de Mallorca han vingut Es Revetlers. Cada any s'ha convidat també un sonador o duet tradicional de fora del país: el 2008 Gabriel Lenoir (Flandes), el 2009 Christian Pacher (Peitau), el 2010 Joan-Claudi Arrosères (Biarn), el 2011 Clémence Cognet (Alvèrnia), el 2012 Placida Staro i Elisa Lorenzini (Emilia-Romagna), el 2013 Gabriele Ferrero (Piemont), el 2014 Basile Brémaud (Alvèrnia) i el 2015 Alasdair Fraser (Escòcia) i Natalie Haas (Estats Units), el 2016 Ernesto Anaya (Mèxic), el 2017 La Panda de Verdiales de Baños del Carmen (Màlaga), el 2018 Xavier i Mickaël Vidal (Carci, Occitània), el 2019 Begoña Riobó (Galícia) i Niamh Edwards (Irlanda) i finalment el 2020 Miguel Cadavieco (Cantàbria), Jaime del Blanco (Lleó - Catalunya), Marta Roma (Catalunya) i Simone Lambregts (Catalunya - Holanda). Han col·laborat també fent tallers complementaris els mestres de dansa Ramon Cardona, Xavier Rota i Lídia de Mena; de xanques Jessi Ragués i de corrandes Christian Simelio. Hi han presentat documentals i conferències Artur Blasco (Arsèguel i els Acordionistes del Pirineu), Albert Massip (Càntut), Paco Ríos, Xevi Pallàs, Daniel Vilarrúbias i Miquel Tort (Argelaguer en Transició), entre d'altres.